# Unione Sportiva Torinese
L'Unione Sportiva Torinese è stata una squadra di calcio di Torino. I suoi colori sociali erano il bianco e il celeste.
Fondata nel 1906 come polisportiva, benché alcune fonti la considerino sorta nel 1899, nel 1915 prese il posto della fallita Vigor Football Club nel campionato italiano di calcio e si fuse con l'Associazione Calciatori Piemontesi (A.C.P.) mantenendo il nome inalterato ma trasferendosi nella sede e sui campi dell'A.C.P. In ambito calcistico la società ottenne il miglior risultato nella stagione 1920-1921 allorquando si classificò al secondo posto nel girone di semifinale del massimo campionato nazionale a un solo punto dalla Pro Vercelli (che avrebbe poi vinto il campionato). Retrocessa in Seconda Divisione nel 1923, la sezione calcistica si ritirò dai campionati federali disputando in seguito solo qualche amichevole o campionato locale ULIC. La polisportiva è tuttora attiva e nel 1999 ha festeggiato il centenario.

## Storia
Secondo diverse fonti dell'epoca l'U.S. Torinese fu fondata il 26 novembre 1906, ma alcuni giornali dell'epoca la menzionano già nel 1905 mentre altre fonti collocano l'anno di fondazione nel 1899, tanto che nel 1999 fu celebrato il centenario della polisportiva. Si può supporre che nel 1906 fosse avvenuta una rifondazione. Nei primi anni fu attiva soprattutto in ambito ciclistico.
Nell'ottobre 1914 la sezione calcio dell'U.S. Torinese risultava affiliata alla FIGC, senza però disputare campionati ufficiali nella stagione 1914-1915, al contrario delle concittadine Vigor Football Club, che si qualificò alle semifinali del massimo campionato, e Associazione Calciatori Piemontesi (A.C.P.), sodalizio dalle casacche bianche sorto il 1 marzo 1914 e classificatosi al terzo posto nel girone finale della Promozione Piemontese-Ligure. Nell'ottobre 1915 si fuse con l'A.C.P. mantenendo inalterata la denominazione ma trasferendosi nella sede e sui campi di gioco della squadra assorbita. Nello stesso periodo la Vigor fallì e l'U.S. Torinese ne acquisì il posto in campionato (un articolo del 1916 definì l'U.S.T. "ex Vigor").
Inizialmente, a causa della sospensione bellica del campionato, poté prendere parte esclusivamente a tornei di guerra. Nella stagione 1915-1916 prese parte alla Coppa Federale venendo inserita nel girone B insieme alle blasonate Juventus e Torino: sconfisse per 1-0 in casa il Torino ma perse le altre tre partite e fu eliminata, chiudendo al secondo posto a pari merito con i granata.  Nella stagione 1916-1917 prese parte alla "Coppa Piemonte", classificandosi terza e ultima alla pari con Amatori Torino e dietro a Torino e Juventus.
Nel 1919, con la ripresa delle attività sportive dopo l'interruzione dovuta alla prima guerra mondiale, l'US Torinese giocò nel campionato di Prima Categoria, la massima serie dell'epoca, essendo erede della Vigor Football Club reduce dalla fase nazionale dell’ultima edizione prebellica, e venne inserita nel girone B piemontese, a sei squadre. Con tre vittorie e due pareggi su dieci partite disputate, si classificò quarta dietro Alessandria, Casale e Novara, sfiorando così l'accesso alle semifinali.
La stagione successiva fu memorabile per la squadra torinese: inserita nel girone A piemontese, giunse terza davanti alla Juventus accedendo allo spareggio per la qualificazione alle semifinali nazionali contro il Casale, terza classificata nell'altro girone piemontese. L'incontro fu equilibrato e terminò 0-0 dopo i tempi supplementari, rendendo necessaria la ripetizione, nella quale la Torinese, imponendosi per 2-0, si qualificò alle semifinali nazionali.
Inserita in un girone difficile con Pro Vercelli, Inter e Bentegodi Verona, la squadra sfiorò l'accesso alle finali del torneo settentrionale: l'US Torinese, sconfitta 2-0 sul campo della favorita Pro Vercelli, vinse poi l'incontro di ritorno con un netto 3-0. Lo svolgimento del girone però fu pesantemente condizionato dal ritiro dell'Inter che, dopo aver pareggiato 4-4 con l'US Torinese (con rete del beffardo pareggio nerazzurro giunta allo scadere), diede forfait in ambedue gli incontri con la Pro Vercelli. La classifica finale vide quindi prevalere la Pro Vercelli con 10 punti, contro i 9 dell'US Torinese.
In questo periodo due giocatori della Torinese, Felice Berardo (una presenza, 1920) e Angelo Mattea (una presenza, 1921), furono convocati nella nazionale italiana.
Nella stagione 1921-1922 ebbe luogo la scissione dei principali club calcistici, che diedero vita alla Confederazione Calcistica Italiana, organizzatrice di un campionato a 24 squadre in contrapposizione a quello organizzato dalla FIGC. L'US Torinese inizialmente era inserita nel novero delle 24, tanto da essere tra le firmatarie del patto di Milano (luglio 1921), ma al momento della bocciatura del progetto Pozzo all'assemblea federale del 23-24 luglio 1921 ne era già stata esclusa, sostituita dallo Spezia. L'US Torinese avrebbe dovuto dunque prendere parte al campionato di Seconda Divisione piemontese della CCI, ma ai primi di novembre, con il campionato federale già cominciato da un mese, ritornò fedele alla FIGC, subentrando alla Biellese (ritiratasi dal campionato federale dopo il passaggio alla CCI) nel girone eliminatorio piemontese della Prima Categoria FIGC. Nonostante la minore caratura tecnica delle squadre partecipanti, l'US Torinese, nel frattempo indebolitasi (Berardo si trasferì al Torino mentre Mattea al Casale), si classificò solo seconda nel girone piemontese dietro alla sorprendente Novese (che, nonostante fosse neopromossa, in quella stagione vinse lo scudetto).
Tale piazzamento, pur non consentendo la prosecuzione del torneo, permise all'US Torinese di restare in prima divisione anche nella stagione successiva, senza disputare gli spareggi imposti dal Compromesso Colombo. Il deludente 10º posto nel girone A della Lega Nord del campionato di Prima Divisione, determinò tuttavia la retrocessione dell'US Torinese in Seconda Divisione.
Nella stagione 1923-1924 il club venne inserito nel girone A della Seconda Divisione ma si ritirò prima dell'inizio del campionato. In seguito il club non prese più parte ad alcun campionato della FIGC ma disputò delle amichevoli oppure prese parte ai campionati locali dell'Unione Libera Italiana del Calcio (ULIC), alla quale risultava affiliata nel 1932. La polisportiva è tuttora attiva e ha festeggiato il centenario nel 1999.